# نمایش انیمیشن نمایش‌ها

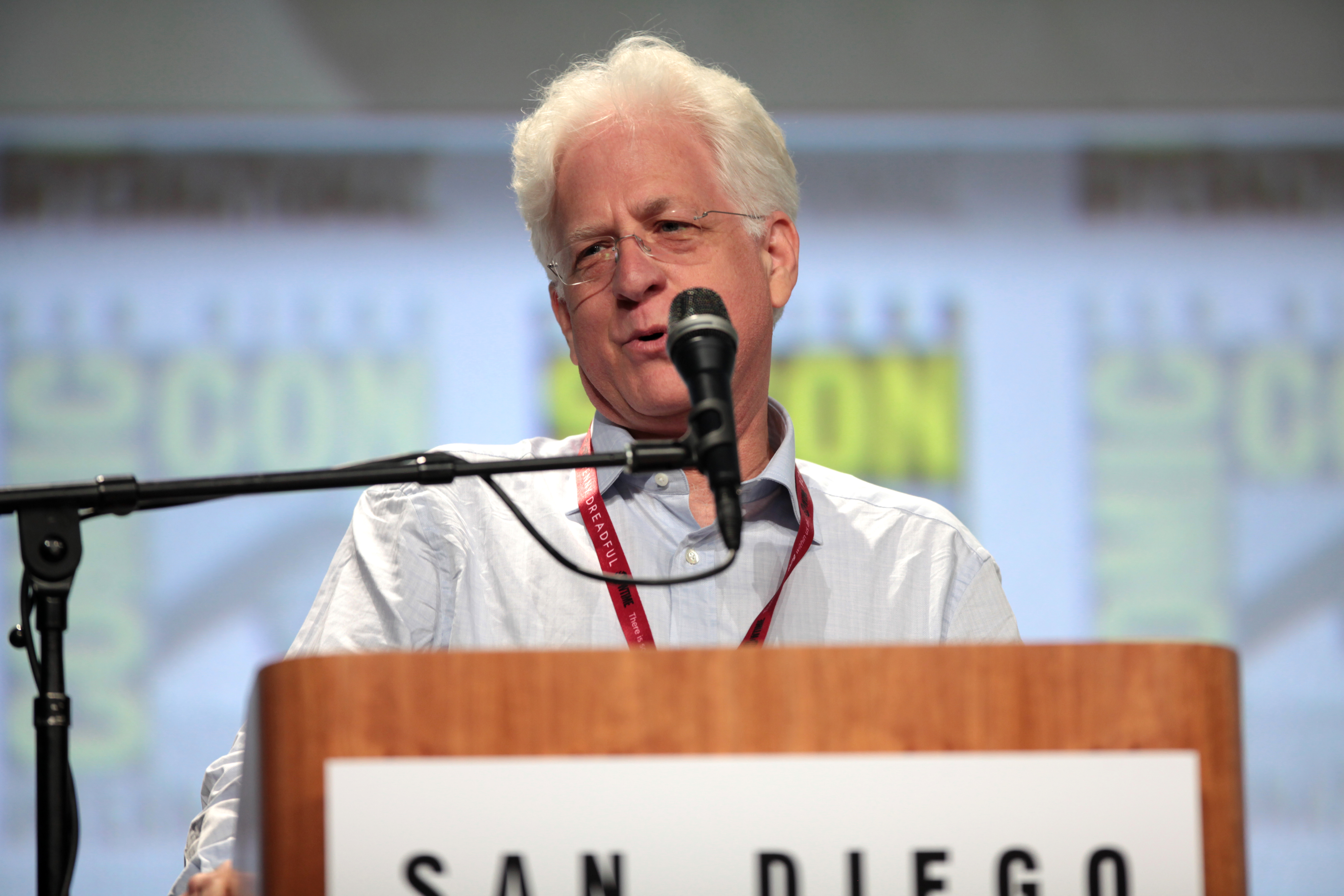
ران دایموند در کانیک کان سندیاگو سال ۲۰۱۴

نمایش انیمیشن نمایش‌ها (به انگلیسی: Animation Show of Shows) یکی از جشنواره‌های فیلم پویانمایی است که به گزینش برترین فیلم کوتاه انیمیشن سال می‌پردازد. نخستین سری آن، در سال ۱۹۹۹ بود و از آن پس، هرساله برگزار شده‌است.